# And There Will Be Blood
And There Will Be Blood (kurz: ATWBB) ist eine 2011 gegründete deutsche Metal-Band aus Holdorf und Osnabrück.

## Geschichte
Im selben Jahr der Gründung, im Jahr 2011, veröffentlichte die Band ihre erste EP mit dem Titel Fight!. Daraufhin folgte 2012 ihre erste Single Ups&Downs, welche auf Bandcamp erworben werden konnte. Nach 2 Jahren, am 15. November 2013, erschien dann ihre zweite EP Oppressor. Im April 2017 wurde die Single Orphan veröffentlicht, welche auf dem im Juni 2017 erschienene Debütalbum Obitus zu finden ist, welches über das Label Deafground Records vertrieben wurde. Im Jahr 2020 erschienen zwei weitere Singles, die Point Of Inflection und Signals heißen.

## Stil
And There Will Be Blood spielen eine Mischung zwischen Metalcore und modernen Death Metal. Durch die Kombination dieser Musikstile, werden sie auch den Deathcore zugeordnet. Die Band zeichnet außerdem die Benutzung von groovige Riffs aus, weswegen man auch And There Will Be Blood als Groove Metal einordnen könnte.

## Diskografie

### Alben
- 2017: Obitus

### EPs
- 2011: Fight!
- 2013: Oppressor

### Singles
- 2012: Ups&Downs
- 2017: Orphan
- 2020: Point of Inflection
- 2020: Signals